# COTECMAR
COTECMAR (abréviation de l’espagnol Corporación de Ciencia y Tecnología para el Desarrollo de la Industria Naval Marítima y Fluvial) est un constructeur naval colombien, supervisé par le ministère de la Défense nationale de Colombie.

## Historique
Cotecmar fait partie du groupe d'Affaires Sociales du secteur de la défense (GSED) et a pour objectif principal la conception, la construction l'entretien et la réparation des navires maritimes et fluviaux. COTECMAR est basé sur la relation université-entreprise. Elle a été créée à l’initiative de l’Armée nationale colombienne par le biais d’une association stratégique avec l’Université nationale, l’Université Del Norte et l’Université Tecnológica de Bolívar. Elle donne donc la priorité à la recherche et au développement, à l’application des nouvelles technologies et aux meilleures pratiques commerciales afin de contribuer au développement technologique, social et économique du pays. COTECMAR propose des solutions techniques avancées pour les industries navale, maritime et fluviale. La création de l’entreprise a permis à la Colombie d’entrer dans le groupe restreint des nations latino-américaines composées qui construisent leurs propres navires de guerre, rejoignant ainsi le Brésil, le Mexique, le Pérou et le Chili.
La société a pour activités :
- l’entretien et la réparation de la flotte de la marine nationale colombienne (navires et sous-marins) sur l’ensemble du territoire national ;
- l’entretien et la réparation des navires des particuliers ;
- la science et la technologie, avec la recherche d’innovations, le souci de l’amélioration des procédés et d’être plus compétitif ;
- la conception et ingénierie, avec l’un des bureaux d’études navales les plus importants du continent, un personnel hautement qualifié, une technologie et des méthodes de pointe
- des services et solutions sur mesure pour le secteur industriel[4].

La société dispose de plusieurs chantiers navals, notamment :
- Chantier naval Mamonal : il occupe une position stratégique, dans la baie de Carthagène, dans la mer des Caraïbes, à 180 miles du canal de Panama. Le chantier occupe une superficie de 17 hectares. Il est équipé d’un système de levage, avec sept cales sèches et des ateliers de soutien dans les domaines de la mécanique, du soudage, du sablage et du revêtement.
- Chantier naval de Bocagrande : également situé dans la baie de Carthagène, il dispose d’un système de levage de type SLIP capable de recevoir des navires jusqu’à 1200 tonnes, d’une rampe à 8 rouleaux pour le levage longitudinal de 300 tonnes, avec 250 mètres de quai latéral non continu pour les réparations à flot, avec des services d’équipement au sol et mobiles pour gérer des charges allant jusqu’à 100 tonnes. Outre les installations pour la réparation et l’entretien des navires, il dispose d’un atelier moteurs Diesel Detroit et d’un atelier d’électricité Siemens[2].

## Clients notables
- Brésil
  - Armée de terre brésilienne
  - Marine brésilienne
- Colombie
  - Marine nationale colombienne
- Honduras
  - Marine hondurienne
- Pays-Bas
  - Marine royale néerlandaise